# اروینگتن (کنتاکی)
اروینگتن (به انگلیسی: Irvington) شهری در ایالت کنتاکی کشور ایالات متحده آمریکا است که جمعیت آن در سرشماری سال ۲۰۱۰ میلادی، ۱٬۱۸۱ نفر بوده‌است.